# Siricoidea
Super-famille
Les Siricoidea sont une super-famille d'insectes hyménoptères symphytes.

## Liste des familles
Selon BioLib (2 juin 2019) :
- famille Anaxyelidae Martynov, 1925
- famille Protosiricidae Rasnitsyn & Zhang, 2004 †
- famille Siricidae Billberg, 1820

## Publication originale
- Gust. Joh.Billberg, Enumeratio insectorum in Museo (œuvre littéraire), Inconnu, Stockholm, 1820, [lire en ligne].